# Werner Funke
Ernst Gottfried Werner Funke (* 27. März 1931 in Reichenbach; † 25. November 2021 in Ulm) war ein deutscher Zoologe, Forscher und Hochschullehrer. Bis zu seiner Emeritierung 1999 forschte und lehrte er an der Universität Ulm.

## Biographie
Werner Funke wurde 1931 in Reichenbach geboren – zwischen Zwickauer Mulde und Weißer Elster, zwischen Zwickau und Plauen. Die Schule (Volksschule und Gymnasium) besuchte er in Reichenbach und schloss 1949 mit dem Abitur ab. 1950 flüchtete er über die „Grüne Grenze“ in den Westen bis nach Mainz und begann dort ein Studium der Zoologie an der Johannes-Gutenberg-Universität. 1956 erfolgte die Promotion. 1958 ging er als DFG-Stipendiat nach Braunschweig zu Prof. Friedrich Schaller und 1959 nach Göttingen an die Georg-August-Universität zu den Professoren Georg Birukow und Peter Ax. 1966 erfolgte die Habilitation mit einer Studie über die komplexen Orientierungs-, Gedächtnis- und Heimfindungsleistungen der Napfschnecke Patella. Ab 1971 war Funke Professor und Abteilungsleiter für Ökologie in Göttingen und von 1975 bis zu seiner Emeritierung 1999 Ordinarius und Leiter der Abteilung „Ökologie und Morphologie der Tiere“ in Ulm. Zwischenzeitlich war er 1989–1993 Vorsitzender der „Deutschen Gesellschaft für allgemeine und angewandte Entomologie“ (DGaaE) und 1995–1997 Dekan der „Fakultät für Naturwissenschaften“.

## Forschung
Hauptarbeitsgebiete:
- Struktur und Dynamik von Tiergesellschaften terrestrischer Ökosysteme
- Autökologie (Ökoethologie) und Populationsökologie von Arthropoden, Mollusken u. Wirbeltieren
- Wirbellose Tiere als Indikatoren von Umwelteinflüssen

## Lehrtätigkeit
Schwerpunkte seiner Lehrtätigkeit war die Mitwirkung an Tierbestimmungsübungen und Exkursionen, an biologischen und ökologischen Kolloquien und die Betreuung von Doktoranden und Diplomanden.

## Veröffentlichungen (Auswahl)
- Heimfindevermögen und Ortstreue bei Patella L. (Habilitationsschrift), Göttingen 1966
- über 150 Veröffentlichungen über seine Forschungsergebnisse (s. Homepage unter „Weblinks“)
- über 200 betreute Examensarbeiten (s. Homepage unter „Weblinks“)

allgemeine Themen
- Die Entdeckung des Grundsätzlichen. Prof. Schaller 80 Jahre. uni-ulm intern, Nr. 242 (2001), S. 29–30.
- Mit Hingabe und Erfolg. Zoologe und Hochschulpolitiker. Prof. Dr. Detlef Bückmann 75 Jahre. uni-ulm intern, Nr. 257 (2002), S. 31–33.
- 80 Jahre und kein bisschen müde. Zool. Botan. Ges. Österreich. Schriften des Vereins zur Verbreitung naturwissenschaftlicher Kenntnisse, Nr. 141 (2003), S. 11–15.
- Spiegelsymmetrie im Verhalten der Tiere. Zool. Botan. Ges. Österreich. Schriften des Vereins zur Verbreitung naturwissenschaftlicher Kenntnisse, Nr. 141 (2003), S. 69–91.
- Herausgeber der Zeitschrift „ZOOLOGICA“
- Mitglied im Board of Editors der „Entomological Problems“
- Mitglied im Advisory Board der „Entomologia generalis“

## Auszeichnungen
- 1993 Landeslehrpreis
- 1995 „G. J. Mendel Honorary Medal for Merit in the Biological Sciences“ der Academy of Sciences of the Czech Republic
- 2001 „Ernst-Jünger-Preis für Entomologie“[2]